# コクヨ工業滋賀
株式会社コクヨ工業滋賀（英文表記:KOKUYO Product Shiga Co., Ltd.）は、紙製品（ノート、伝票、コピー用紙等）を製造する、コクヨ株式会社の連結子会社である。本社は滋賀県愛知郡愛荘町に所在。

## 沿革
- 1972年（昭和47年）- コクヨファニチャー株式会社として設立。なお、のちにコクヨの持株会社化により設立されたコクヨファニチャーは別会社。
- 1980年（昭和55年）
  - A棟建設。
  - 無線綴ノート・便箋・レポート・フラットファイルの生産を開始。
- 1981年（昭和56年）- ノートブックJIS規格表示許可工場に認定。
- 1988年（昭和63年）
  - 株式会社コクヨ工業滋賀に社名変更。
  - B棟建設。
  - ツインリングノート・コピー用紙の生産を開始。
- 1999年（平成11年） - ISO 14001認証取得。
- 2000年（平成12年） - ISO 9002認証取得。
- 2002年（平成14年） - テント倉庫を建設。自社オリジナルブランドコピー用紙『KPS用紙』生産・販売開始。
- 2003年（平成15年）
  - コクヨ八尾工場と統合。なお、八尾工場跡地にはアリオ八尾が建設された。
  - C棟建設。
  - 複写簿・ルーズリーフの生産を開始。
  - ISO 9001:2000認証取得。
- 2004年（平成16年） - コクヨの「分社・持株会社」への移行に伴い、コクヨS&Tの子会社となる。
- 2007年（平成19年） - 自社オリジナルブランド『ReEDEN （リエデン） シリーズ』生産・販売開始。
- 2015年（平成27年） - コクヨがコクヨS&Tを吸収合併し、コクヨの直接の子会社となる。

## オリジナルブランド

### KPS用紙
- 2002年より生産・販売開始したコピー用紙。上質紙、再生紙、カラー用紙などがある。
- KPSとは、英文社名 KOKUYO Product Shiga の頭文字をとったもの。

### ReEDEN （リエデン） シリーズ
- 2007年11月より生産・販売開始した、琵琶湖・淀川水系のヨシを使った製品群。
- ReEDENとは、「楽園（EDEN）に返す（Re）」と「ヨシ（Reed）」を掛けた造語。
- 紀州製紙などと共同開発した、ヨシパルプを配合した紙を使用（配合率は1%～100%）。
- ノート、コピー用紙、封筒、名刺や、ヨシの茎そのものを使った筆ペンなどがある。
- 製品売上の一部は、ヨシ苗の購入やヨシ刈りを行うNPOへの協賛にあて、ヨシ群落の保全活動に役立てている。
- 広告・CMは出していないが、各種メディアに取り上げられ[1][2][3][出典無効][4][5]、環境に関する賞を受賞している[6][7]。

## その他
- 同じ敷地内にはコクヨロジテム滋賀配送センターがある。
- 「コクヨ 滋賀工場」や「コクヨ工業 滋賀工場」と表現される場合があるが、いずれも間違いである。
- 例年、びわ湖環境ビジネスメッセに出展している。